# Anne Bogart
Anne Bogart, född 25 september 1951 i Newport, Rhode Island, är en amerikansk teaterregissör och dramatiker.

## Biografi
Anne Bogart tog en Bachelor of Arts vid Bard College i Annandale-on-Hudson i delstaten New York och därpå en Master of Arts vid Tisch School of the Arts, New York University. Hon debuterade som regissör 1976 med en uppsättning av en dekonstruerad Macbeth av William Shakespeare på Brook Theater i Brooklyn, New York. Som dramatiker debuterade hon 1978 med Inhabitat som hon producerade själv off-Broadway i New York. Mellan 1980 och 1992 undervisade hon vid ett antal akademiska institutioner och teaterutbildningar i USA. 1992 vidgade hon fältet och har sedan dess undervisat på olika teaterinstitutioner världen runt. 1987-1992 var hon konstnärlig ledare för Via Theater i New York som hon var medgrundare till. 1989-1990 var hon också konstnärlig ledare för Trinity Repertory Company i Providence, Rhode Island och 1990-1992 var hon ordförande för Theater Communications Group, teatrarnas riksorganisation i USA. 1992 grundade hon The Saratoga International Theatre Institute (SITI Company) i Florida (numer är hemadressen New York) tillsammans med den japanske regissören Tadashi Suzuki. Sedan 1993 är hon professor vid Columbia University där hon leder regiutbildningen vid School of the Arts. Bland priser hon tilldelats kan nämnas två Obie Award för bästa regi 1988 och 1990.
Både som regissör och dramatiker räknas hon som en av föregångsfigurerna för den postdramatiska teatern. Det har beskrivits som att hon i sina föreställningar samplar kända verk. 1994 satte hon upp Small Lives/Big Dreams med SITI Company, en samkörning av Anton Tjechovs pjäser och rollfigurer. 1998 kom Culture of Desire som samkörde Dante Alighieris Den gudomliga komedin med citat av Andy Warhol. I sitt regiarbete är hon influerad av Suzukis psykologiska och expressiva registil.